# Tohoué
Tohoué  ist ein Arrondissement im Departement Zou im westafrikanischen Staat Benin. Es ist eine Verwaltungseinheit, die der Gerichtsbarkeit der Kommune Ouinhi untersteht.

## Demografie und Verwaltung
Gemäß der Volkszählung 2013 des beninischen Statistikamtes INSAE hatte das Arrondissement 9516 Einwohner, davon waren 4627 männlich und 4889 weiblich.
Von den 40 Dörfern und Quartieren der Kommune Ouinhi entfallen sieben auf Tohoué:
1. Akassa
2. Allabandé
3. Dokodji
4. Gangban
5. Hounnoumè
6. Kolly-Houssa
7. Midjannangnan